# Superleague 3x3
 (juillet 2018).
Si vous disposez d'ouvrages ou d'articles de référence ou si vous connaissez des sites web de qualité traitant du thème abordé ici, merci de compléter l'article en donnant les références utiles à sa vérifiabilité et en les liant à la section « Notes et références ».

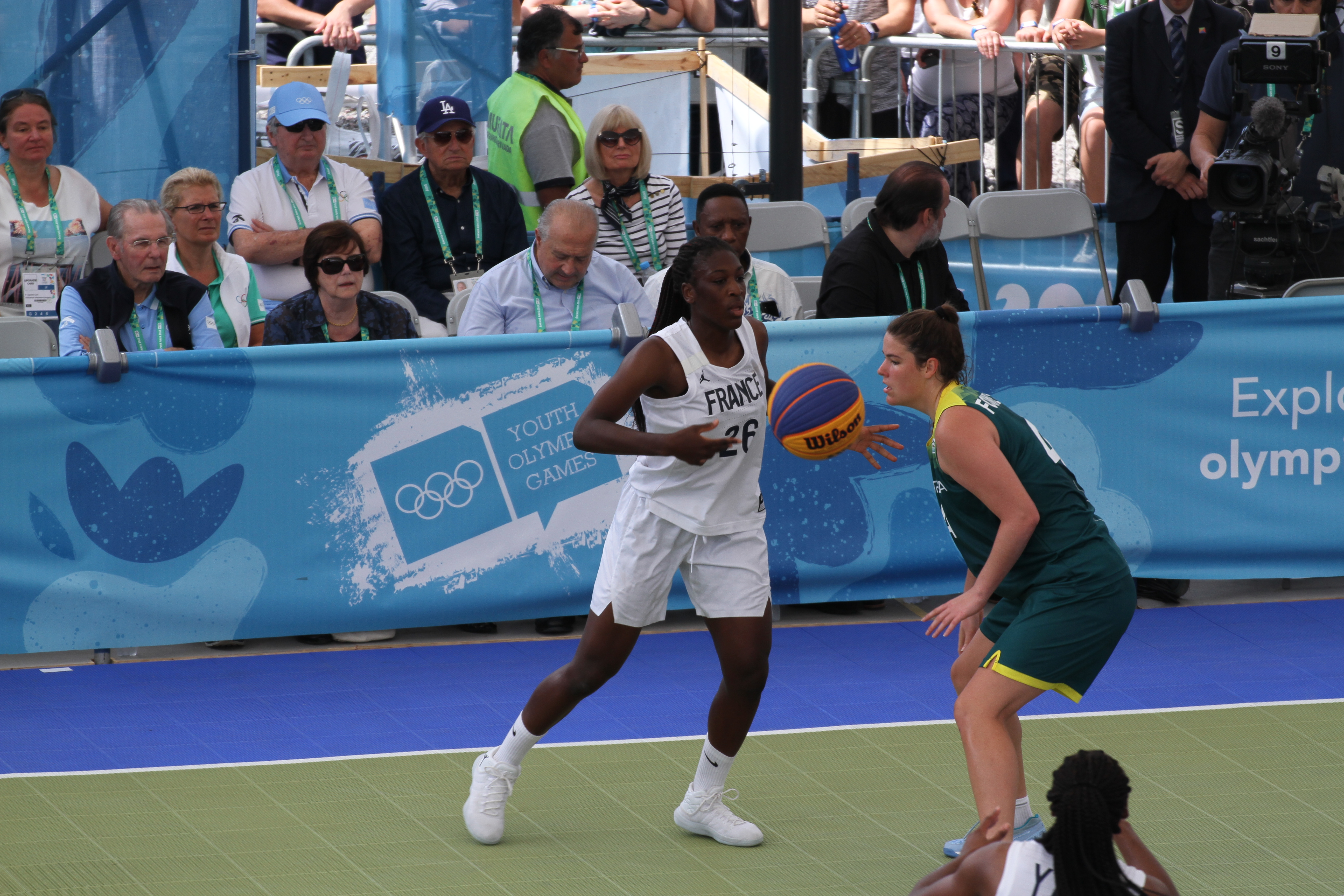
Superleague 3x3, 2018 France versus Australie.

La Superleague 3×3 présentée par GRDF a été créée par la Fédération française de basket-ball en 2012 afin de développer la pratique du basket-ball 3x3 en France.
Variante du basket-ball à cinq, cette compétition se joue selon les règles du 3x3 pendant toute la saison. Elle se compose de différents niveaux de tournois, menant à la finale nationale du 3x3 ; l'Open de France.

## Historique
La Superleague 3x3 a été créée en 2012 par la Fédération française de basket-ball afin de promouvoir et dynamiser la pratique du basket-ball 3×3 en France. Cette volonté s'inscrit dans le projet Paris 2024 alors même que la discipline deviendra sport en olympique aux Jeux de Tokyo en 2020.

## Déroulement

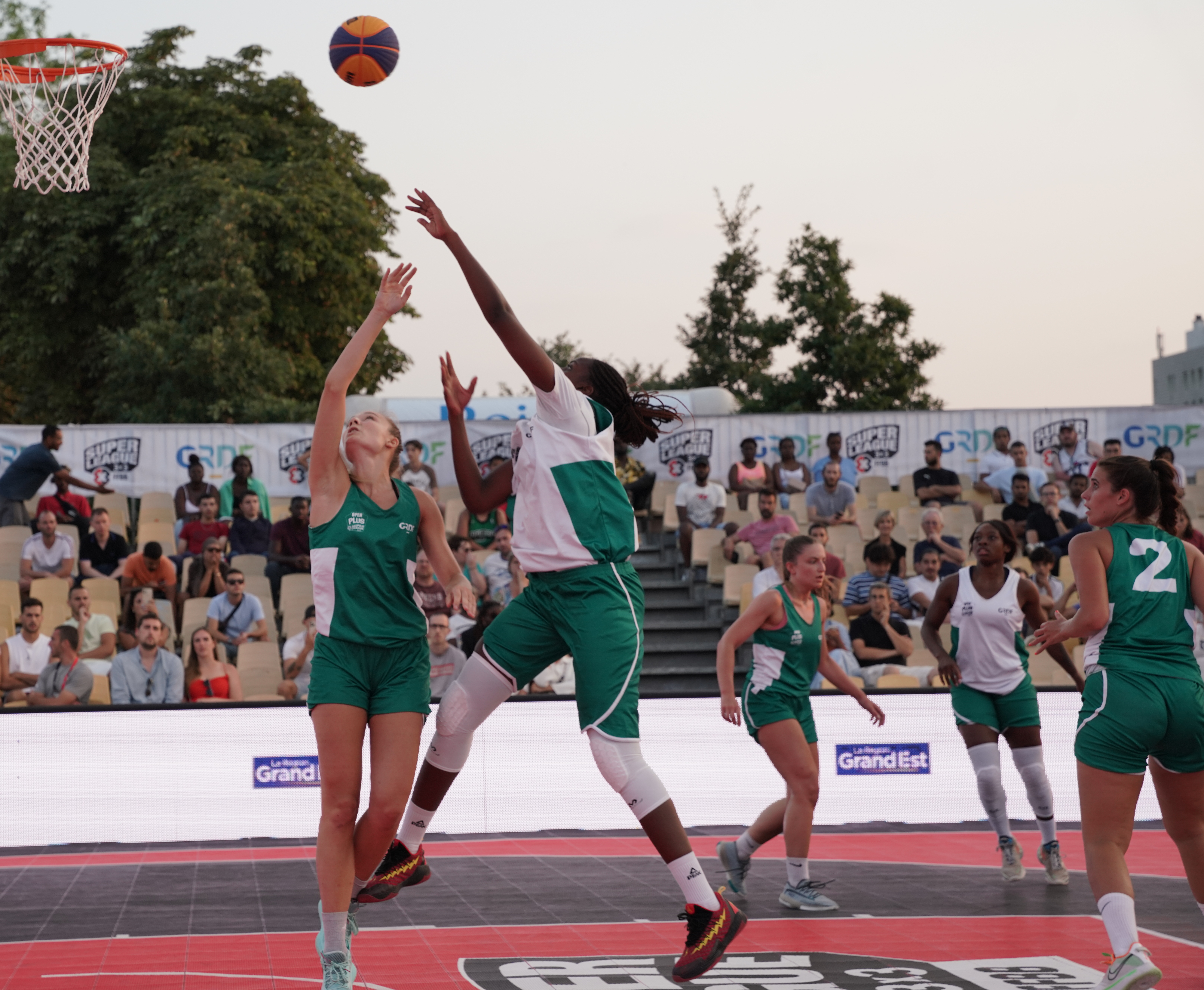
Open de France, 2022, Place de la République (Reims), équipe Bishop contre Marty's.

La Superleague 3x3 s'organise autour de tournois organisés dans toute la France pendant toute la saison. Elle est constituée de différents niveaux de tournois, appelés « Open ».
- Les Opens Start : Ils se déroulent de septembre à août et sont organisés sur le territoire par une structure publique ou privée, affiliée à la FFBB. Chacun peut s’inscrire quel que soit son ranking individuel. La mixité est possible. Le nombre d’équipes accepté dans le tournoi est au choix de l’organisateur. Les participants accumulent des points au ranking FIBA qui peuvent leur permettre à termes de participer aux Opens Plus et à l'Open de France.
- Les Opens Plus : Le circuit des Opens Plus se déroule de mai à mi-juillet. L'organisation de tournois masculins et féminins sur le même événement est possible. Les équipes seront sélectionnées selon leur place au ranking FIBA. Une prime viendra récompenser les finalistes et demi-finalistes de chaque Open Plus. Les meilleures équipes du circuit seront qualifiées à l'Open de France. Il se déroule en plein air, au centre des grandes villes françaises.
- L’Open de France : Il a lieu fin juillet en France et regroupe les meilleures équipes du circuit Open Plus. Les gagnants du tournoi masculin sont invités à un Master FIBA 3x3 World Tour. Une prime vient également récompenser les meilleures équipes de l'Open de France. C'est l’événement le plus prestigieux de la planète 3x3 en France. Comme les Opens Plus, il a lieu au centre d'une grande ville française.